# بين كينغ (لاعب كرة قدم أسترالية)
بين كينغ (بالإنجليزية: Ben King)‏ هو لاعب كرة قدم أسترالية أسترالي، ولد في 7 يوليو 2000.

## وصلات خارجية
- بين كينغ على موقع AustralianFootball.com (الإنجليزية)
- بين كينغ على موقع AFLtables.com (الإنجليزية)